# باراندا (صربستان)
باراندا (به صربی: Baranda) یک منطقهٔ مسکونی در صربستان است که در ناحیه بانات جنوبی واقع شده‌است. باراندا ۱٬۵۵۰ نفر جمعیت دارد و ۷۸ متر بالاتر از سطح دریا واقع شده‌است.